# Alte Wache
El Alte Wache es un edificio neoclásico temprano en Potsdam en la esquina de Lindenstrasse y Charlottenstrasse. Fue construido en nombre del rey Federico Guillermo II de Prusia entre 1795 y 97 según los planos de Andreas Ludwig Krüger.

## Historia
La muralla de la ciudad corría a lo largo de Charlottenstraße entre la primera y la segunda expansión barroca de la ciudad. Aquí a principios del siglo XIX se controlaba a los comerciantes que venían de Werder y Brandeburgo. Después con la 2ª Expansión de la ciudad, el muro corría más al norte a lo largo de la actual Hegelallee, funcionaba como guardia principal. 
La guardia principal, ahora conocida como la Guardia Vieja, fue un regalo del rey a su antiguo regimiento, el "Príncipe de Prusia". En aquella época, el edificio constaba de un puesto de guardia, el salón de actos en la planta superior y los puestos de venta de las carnicerías. Hoy en día, alberga la sucursal de un importante banco alemán.

## Arquitectura
Enlucido fue erigido entre 1795 y 1797 según los planos de Andreas Ludwig Krüger. Tiene arcadas en dos lados cubiertas con piedra labrada sobre columnas toscanas acopladas, un elemento arquitectónico poco común en Potsdam hasta entonces. Sobre el alero hay un parapeto bajo de piedra arenisca decorado con relieves de diamantes, perforado por pedestales con trofeos. La decoración escultórica erigida por los hermanos Johann Christoph y Michael Christoph Wohler en tres lados del ático presenta motivos militares de acuerdo con el propósito del edificio e incluye 18 estatuas y grupos de figuras de piedra arenisca en los dos lados frontales. Sobre la fachada que da a Charlottenstrasse, Marte coge su espada, sobre Lindenstrasse Minerva está representada en un pedestal que se extiende sobre dos hachas, flanqueada por trofeos.